# Arthur Stjernholm
Arthur Emanuel Stjernholm, född den 9 juni 1894 i Motala, död den 2 augusti 1973 i Sundsvall, var en svensk präst.
Stjernholm avlade studentexamen i Lund 1913, filosofie kandidatexamen vid Lunds universitet 1916 och teologie kandidatexamen där 1922. Han blev kyrkoadjunkt i Hägerstads församling 1922, tillförordnad komminister i Vadstena församling 1924, ordinarie komminister i Dikanäs kyrkobokföringsdistrikt inom Vilhelmina församling 1926, i Vilhelmina kyrkobokföringsdistrikt inom samma församling 1929 och i Sundsvalls pastorat 1938. Stjernholm var kyrkoherde där 1942–1959, kontraktsprost i Sundsvalls kontrakt 1950–1956 och prost över egna församlingar 1956–1959. Han använde signaturen Con Amore. Stjernholm blev ledamot av Vasaorden 1952. Han vilar på Sundsvalls Gustav Adolfs kyrkogård.